# Catalán solsonés
El solsonés es un habla o subdialecto de transición entre el catalán central y el catalán noroccidental, empleado por los habitantes de la ciudad de Solsona y los de algunos pueblos limítrofes, como los de Olius o de Llovera. El habla de los autóctonos de los municipios de San Lorenzo de Morunys, Pedra y Coma, Guixer, Navés, Clariana de Cardener y Riner se incluye dentro del dialecto central, mientras que el habla de los de Odén, Castellar de la Ribera y Pinell, dentro del dialecto noroccidental. Así, en la comarca del Solsonés, además de los municipios de Solsona, Olius y Llovera, también tienen un habla de transición entre el dialecto central y el noroccidental los habitantes de los municipios de Lladurs, Pinós y Molsosa, aunque sobre todo los de estos dos últimos municipios, no tienen la típica habla solsonesa.

## Vocalismo átono
La letra a átona de final de palabra es pronunciada como una vocal neutra más abierta que la del catalán central, pero no hacia el sonido de a, sino hacia el de la o abierta, añadiendo una ligera nasalización debido al relajamiento del velo del paladar. Así, palabras como noia, jo cantava, tienen el sonido de la a final como el sonido de la u de cup o run del inglés, aunque átona. Tanto el sonido en inglés como el sonido en solsonés tienen la misma apertura y la misma oscuridad [ʌ], pero no la misma tonicidad ni tampoco la posición dentro de la palabra; la de Solsona tiene, además, una ligera nasalización [~] y una mayor duración [:], entonces se puede representar con los signos [ʌ̃:]. El poeta berguedano Climent Forner, el 1968, en el poema Carta a l'amic canonge escribe "Oh la ciutat del nom que tot sol sona / amb una "a" que és una "o".
Por otro lado, hay una serie de ejemplos en que la a átona final de palabra es pronunciada e cerrada [e], tal como hacen bastantes hablantes norteños-occidental. Son los casos siguientes:
- Las terminaciones -ista de las palabras masculinas: un ciclista, un dentista...
- La a final de los nombres de las letras f, l, m, n, r, s.
- La tercera persona del singular de los verbos acabados en a átona, por ejemplo: ell compra ['kompre], ell coneixia [kunə'ʃie], ell serviria [sərrβy'ríe]; excepto en el presente de subjuntivo de verbos como cabre y saber, donde se pronuncia "sàpigui" y "càpigui" por analogía a los verbos que presentan esta terminación.
- En varias palabras esporádicas, como la basa del juego de cartas, el paraigua y, por influencia del castellano, la pesta, la planícia. Algunos solsoneses, incluso, pronuncian e cerrada la a final de palabras con la preposición contra, los sustantivos fantasma, oïda, pijama, problema, programa.

Cómo en catalán central, en solsonés las a/e átonas iniciales o del interior de palabra tienen el sonido de la vocal neutra. Suenan igual las palabras afecte y efecte, pagat y pegat. Pero no se pronuncia vocal neutra sino e cerrada en las palabras acabadas en e átona + consonante, como córner, préssec, teòleg..., excepto si la consonante siguiente es –m / -l, entonces sí que se pronuncia la vocal neutra; la palabra anàvem suena [ə'naβəm]. La palabra àpat también es pronunciado con la e átona cerrada. 
La e átona de final de palabra suena e cerrada, como en catalán occidental; la palabra olfacte es pronunciada [ul'fakte]. Ahora bien, hay palabras que acaban en e y no son pronunciadas con una e cerrada sino con vocal neutra, es el caso de los imperativos obre, omple, el sustantivo manobre, las formas femeninas fiebre, gebre, la jove, llebre, la tiple. 
El catalán noroccidental tiende a añadir una a /an inicial en algunas palabras; el solsoní no las pronuncia en palabras como "abarallar-se", "acostipar-se", arrebossar (se tiende a decir "rebossar"), "arrifar"..., pero algunos solsoneses sí que las articulan a afrau (frau), "ambastida" (bastida), "anou" (nou), "arrebentar" (rebentar), "arrefredar-se" (refredar-se), "arrepenjar-se" (repenjar-se), "avespa" (vespa), "enfotre" (fotre), "enrecordar" (recordar), "enriure" (riure)...
En cambio, como en catalán central, en solsonés se hace desaparecer la vocal neutra si se encuentra entre una oclusiva o fricativa y una erre si se puede acabar formando un grupo consonántico, en palabras como apariar, barana, berenar, carabassa, caragol, caramel, escarabat, però, safareig, taronja, Tàrrega, Teresa... son pronunciados con una sílaba menos: "apriar", "brana", "brenar", carbassa, cargol, "carmel", "escarbat", "pro", "safreig", "tronja", "Targa", "Tresa"...
El habla solsonesa se incluye claramente dentro del dialecto central en la neutralización de las o/u átonas; se pronuncian igual las palabras pontet y puntet. Presenta, sin embargo, en algunos hablantes una mayor tendencia a diptongar la o átona en "au", cosa que no se hace en el dialecto central, como si el sonido [w] hubiera recibido un reforzamiento por fonética sintáctica: "aubaga" (obaga), "aufegar" (ofegar), "auliva" (oliva), "aulor" (olor), "aurella" (orella), "aurenetes" (orenetes), "aurins" (orins), "auvella" (ovella)... También la o átona tiende a ser cambiada por el sonido de la vocal neutra [ə] debido a la metátesis: "enragullat" (enrogallat), "llangonissa" (llonganissa), pi "rajulet" (pi rojalet), "trampussar" (trompassar)... o a causa de la disimilación "clafolla" (clofolla), "cudadell" (codolell), "cumanió" (comunió), "Gularons" (Golorons), "Jaunou" (Jounou), "mauria" (mouria), "paruc" (poruc), "plaurà" (plourà), "raureda" (roureda), "Sant Hanorat" (Sant Honorat), "saroll" (soroll)... o por la asimilación avarar (avorar), "ramanent" (romanent), "xafagor" (xafogor)... Una asimilación histórica importante fue el paso de CELSONA en Solsona, de E – O se pasó a o – o, que actualmente suena [u – o]. El Diccionario catalán-valenciano-balear recoge la palabra Almeda, con el significado de riera que corre entre la Borda y el Castellvell, regando el término de Solsona; es un topónimo que deriva de la palabra olm > olmeda (bosque de olmos). También hay ejemplos a la inversa, en que de la vocal neutra [ə] se ha pasado a [u] "abugot" (abegot), "arrupenjat" ("repenjat"), "arrupenjar-se" (repenjar-se),"arruplegar" (arreplegar), "auruport" (aeroport), "buturut" (boterut), "endengus" ("endengues", endergues), "fer el ronsu" (fer el ronsa), "sumal" (semal – recipiente)...
El habla solsonés no pertenece al subdialecto xipella, aunque en los municipios de Odén y de Castellar de la Ribera haya personas que "xipellean". En Solsona no se llama formatgi (formatge), ni quinzi (quinze), ni "mari, lis sopis són calentis" (mare, les sopes són calentes). Aun así, hay una serie de palabras que suelen pronunciarse con [i], si no hay cuidado a la hora de expresarse, tal como se acontece en el dialecto noroccidental: "aginullat" (agenollat), "càpigui" (càpiga), "dicideix" (decideix), "dijuni" (dejuni), "distral" (destral), Freixinet (Freixenet), "ginoll" (genoll), "istiu" (estiu), "minjar" (menjar), "sàpigui" (sàpiga), "sifreig" (safareig), "sixanta"  (seixanta), "tòfina" (tòfona), "xiculata" (xocolata).

## Vocalismo tónico
En Solsona hay divergencias entre la escritura y la pronunciación de las vocales tónicas en los casos siguientes:
- Se pronuncia a tónica: neda, panteix, xerra.
- Se pronuncia e abierta tónica en las formas verbales vam, vau, algunos solsoneses también a esgarrapa, s'embala, tanca, en los sustantivos o adjetivos en –és: accés, congrés, ingrés, exprés..., en palabras como: Artés, cérvol, Dénia, Guifré, llépol, més, només, nét, rés, la Sénia... Hay solsoneses que también pronuncian con e abierta la vocal final de la primera persona del futuro simple, portaré, a pesar de llevar el acento cerrado.
- Se pronuncia e cerrada tónica en los infinitivos en –èixer, como conèixer, en los infinitivos en –ènyer, como estrènyer, en las desinencias verbales del imperfecto de indicativo –èiem, -èieu, como nosaltres fèiem, vosaltres dèieu, en palabras como canapè, gèrmens, mossèn, oboè, sènior, suèter...
- Se pronuncia o abierta tónica en palabras como bombó, Gósol, mora d'esbarzer...
- Se pronuncia o cerrada tónica en palabras como Besòs, còndor, dòlmens, Vandellòs, Vinaròs... seguramente por influencia de la lengua castellana.

El habla solsonesa se incluye dentro del catalán central por el hecho de que hay personas que suelen pronunciar "go / ko" las formas GUA- / QUA- tónicas: "gotlla" (guarlla), "goita" (guaita), y también, bien que muchas menos, "kolsevol" (qualsevol), "kon" (quan o quant), "un cort de cotre" (un quart de quatre)...
En cuanto a –GUA / -QUA átonas finales de palabra, solo en las palabras aigua i llengua algunos solsoneses pronuncian "aiga" y "llenga"; la palabra paraigua es pronunciada "paraigüe".
Se puede comprobar fácilmente que el habla solsonesa es un dialecto de transición entre el central y el noroccidental si nos damos cuenta de la pronunciación de palabras que, tal como explica el eminente dialectólogo Joan Veny Clar, tenían E larga o Y breve en latín clásico. Si son pronunciadas en e abierta son del catalán central, mientras que si lo son en e cerrada son del noroccidental. En Solsona son abiertas las e tónicas de: bèstia, beure, bres, cadena, ceba, cèrcol, cérvol, deute, enceta, estret, llengua, paret, jo perdo, pes (de pesar), pesca, premsa, quiet, tu regues, los diminutivos en –et..., los sufijos ordinales en –è (sisè), los gentilicios en –ès (francès); mientras que son cerradas, como en el catalán occidental: abella, aquest, aqueix, aquell, cabell, cella, consell, corretja, cresta, ensenya, entén, estén, enveja, tu esperes, estrella, orella, ovella, parell, pera, primavera, res, sencer, sense, rep, renya... los antropónimos Mireia, Teresa..., los imperfectos en –èiem, -èieu, los infinitivos en -èixer, -ènyer.
En Solsona se llama junc de la forma latina «iuncu», que ha dado «jonc» en catalán oriental y «junc» en occidental.

## Consonantismo
El yeísmo, que todavía es vigente en balear y en algunas zonas del catalán central, casi ha desaparecido en el habla solsonesa. Tan solo se mantiene en algunas formas, como "vull", así se diferencia mejor del bull de bullir, "carai", que es más eufónica que carall, "ceies" (celles), de este modo no hay la homofonía con selles (asientos encima el caballo). Hay solsoneses que dicen llentilles y hay que hacen como el catalán oriental, "llenties". Por otro lado, la pronunciación en el registro coloquial y familiar desconoce el sonido fricativo en los monosílabos ja, jo, los cuales son pronunciados "ia", "io" como hacen muchísimos catalanoparlantes.
Como en varias zonas del catalán occidental, en el solsonés se pronuncia una n no etimológica en las palabras "llangot" (llagost) y "mangrana" (magrana). A "llangot" ha habido, además, el emmudecimiento de la ese de llagost; seguramente ha sido por la misma razón que se llama "aquet" y no "aquest", puesto que en plural presentan una articulación compleja –sts, la cual es pronunciada –ts, y al volver a expresarse en singular ya no se recupera la ese. 
También se produce la síncopa, como en catalán noroccidental, en los pronombres nosaltres y vosaltres, que son pronunciados "nosatres" / "natres y "vosatres" / "vatres".
Una isoglosa que separa el catalán oriental del catalán occidental es la pronunciación de la x inicial o postconsonántica, pronunciada como fricativa en oriental y africada en occidental. En Solsona es muy presente la pronunciación fricativa [ʃ], aunque sobre todo en la juventud hay un predominio del sonido africado [t͡ʃ]; así xiprer y marxar son pronunciados con sonidos africados por la juventud, mientras que la gente mayor suele hacer sonidos fricativos.

## Morfología
Precediendo los verbos, en Solsona, como en catalán central, se usan las formas reforzadas de los pronombres débiles em, et, es, ens, us, no las formas llenas me, te, se, nos, vos. Ejemplo: Em penso que us aniria bé que ens coneguéssiu.
La desinencia de los verbos incoativos es como en catalán central, con –e- (serveix), no con –i- (servix).
El presente de subjuntivo es en –i (jo canti), no en –a (jo canta), aunque hay gente mayor que presentan la desinencia –a en la primera persona del singular, -se (segunda del sing.), -e (tercera del sing.), -en (tercera del pl.).
El auxiliar haver en las personas primera y segunda del plural es pronunciado [εm], [εw], no [am], [aw], aunque hay algunos solsoneses que pronuncian estas últimas formas propias del catalán noroccidental.
Como en tantas zonas del catalán noroccidental, el imperfecto de indicativo no contiene el sonido espirando bilabial sonoro [β] en el habla de bastantes solsonins. Se siendo a decir "beia" por bevia (ej. jo abans "beia" molta cervesa), "ploie" y no plovia, "ell deie marxar" y no 'ell devia marxar', "ell es moie molt" y no 'ell es movia molt'.

## Léxico
El solsonés contiene palabras propias del central, palabras propias noroccidental y palabras de ámbito bastante más restringido, casi locales.
Del central: blat de moro (no se dice panís), mirall (no se dice espill), noi (no se dice xiquet, pero sí xicot), xai o be (no se dice corder), ocell (también moixó y pardal), petó (no se dice bes), vermell (no se dice roig), toro (no se dice brau), llimona (no se dice llima).
Del noroccidental: timó (no farigola, si bien también hay solsoneses que la dicen), arena (parece que sorra es para la del mar, mientras que arena es la que se usa para trabajar), el pinte (la pinta), botir (inflar), melic (llombrígol estaba en desuso antes de la normalización del catalán).
Es un arcaísmo perferir para "oferir".
Son palabras de ámbito más restringido que el de un dialecto, pero muy vivos en solsonés: "arrefaixar" (arrambar), "bateder" (esparcir objetos en un lugar determinado, después de haber hecho alguna actividad), "boit" (vehículo hecho manualmente, con almohadillas, para la bajada del Carnaval),"descanistrellat" (farragoso, desmontado), "empenyar" (empujar, empujar), "engelivat" (que tiene el frío en el cuerpo), "entabutxar" (entabuixar), "escaturser" (escadusser), "estaldill" (estalzí, hollín), "estavat" (escorpión, arácnido), "estovatxar" (cruce de los verbos estovar, estubar i "entabutxar"), "freixera" del paseo (fresno), "grapal" (sapo), "llangot" (llagost), lletraga (tipo de seta), "lleura" (la hiedra), "madoixa" (fresa), passeres (huellas húmedas que marcan la tierra que ha sido posado hace poco rato), "pollanca" (chopo), plapa (clapa, mancha), porc fer (jabalí), "remijot" (remitjó, escadús), "roella" (amapola), "sargantilla" (lagartija), "secanall" (secall), "sostrac" (sacudida), tabal (tavà, tàvec), Tate (hipocorístico del nombre propio Claustre), "trampussar" y "traspussar" (trompassar), trumfo (trumfa, patata), "vidarça" (vidalba, espino), voliac (murciélago), "xicoia" (achicoria)...
El Diccionario catalán-valenciano-balear recogió una serie de palabras que tenían Solsona como único lugar en que se habían oído; entre otros destacan los siguientes: aclatofar (ajupir), amagot (amagatall), amandregat (consentit, aviciat), anqueta (el plan del yunque), barraboll (palabra que dicen y repiten los chicos cuando toman una cosa a otro y se la hacen pasar disimuladamente de mano en mano porque aquel no sepa quién la tiene), belluguetes (persona inquieta, que se menea mucho), bentrestant (adverbio vulgar, mientras tanto), bureny (especie de acanalador que tiene la hoja puntiaguda), burnerat (enjogassat, derivado de bornar), casua (multitud de casamientos), cerquinyol (arbusto de tronco rojo), Claustró (nombre propio de mujer, que tiene por patrona la Virgen María del Claustre que se venera en la catedral), clemalló (clemàstecs más pequeños que los encomenderos), clofar (verbo reflexivo, sentarse con toda comodidad), collant (longanizas pequeñas que forman media circunferencia o media-luna), coresforçar-se (esforzarse poniendo a contribución la propia fuerza moral; hacer un esfuerzo supremo), cudadell (guijarro pequeño del río), cugròs (tipo de seta no comestible), escamatge (caminata, trabajo intenso de las piernas), escarpet (cincel que tienen los herreros para dentar las hoces), escarrasset (aixingló de uva), escarratxinada, escatafall (ruido, ajetreo), esmossell (esmorrell), espelassada (pelada o alzamiento de la piel producido por una frotadura o caída), estesada (cantidad de trigo que queda extendido con un golpe de volante), esvoletxec (voleteo de los pájaros), gansut (comilón, mucho comedor), garrufa (magarrufa), malampa (interjección, variante de mal haya. "Malampa los niños"), mategal (que abraza el ramaje de un árbol), memorià (que tiene muy buena memoria), naixedissa (conjunto de animales o plantas que nacen), pomell (palma de la mano); rabastó (hombre muy vigoroso, de fuerza desmesurada), regasser (tocatardà), rei-xic (reietó, pájaro de la especie regulus cristatus y regulus ignicapillus), retia (la madre de la tía o del tío), reüncle (padre del tío), riassada (carcajada), ronsoner  (cançoner, ronser), sembrar a ruix (sembrar echando puñados de grano que el sembrador lleva dentro de un capazo), sembrar con paló (sembrar haciendo hoyitos en tierra y depositando algunos granos a cada uno), sindrier (sindriera, planta de la sandía), socarronada (derivado de socarró), tarnet (beneitó, ximplet), tastarella (probada), xafader (trepitjadissa; conjunto de huellas producidas en el campo, y sobre todo en un sembrado), xerradúria (palabrería), xinxarrella (pájaro que tiene la cabeza parcialmente negra, la espalda verde y color de chocolate, y la barriga blanca en las hembras y rojiza en los machos).
También hay palabras que tienen un significado particular en solsonés. El Diccionario catalán-valenciano-balear compila entre otras: acoblar significando agujerear la piedra; agarbellar significando reunir con la mano las basuras de paja que suben a la superficie, en el acto de pasar el grano con un purgador, para lanzarlas; el dia d'al·leluia significando el sábado de Pascua; amanir el blat significando sulfatarlo; aixoplugar significando coger, apoderarse de alguien"; batzac, significando chubasco fuerte; nous còvies (nueces vacías, secas, que tienen el gemelo difícil de sacar); davantal significando alféizar de ventana; diablejar significando replegar las espigas o quitar la paja con el diabló; diabló herramienta compuesta de una pieza de madera con un mango y con cierto número de pinchas, que sirve para quitar la paja del campo; empapussar significando atragantar, atravesarse la comida al esófago y no acabar de pasar; ensobinar-se significando desmoronarse, hundirse un terreno; escaldufar un constipado significando no acabarlo de curar; escarràs significando aixingló de raïm; farinós significando la seta denominada también fariner, o sia, la especie Amanita ovoidea; fuet significando cohete, fuego artificial de forma alargada ,gallimarsot significando persona sin gracia; guardapols significando baldosas salientes que se ponen alrededor de una apertura, como ornamento; melic significando parte del yunque que se engancha; poma de cul de ciri significando una manzana que era larguirucha, amarilla, buena, maduraba por octubre; poma de sang de bou significando una manzana que es gorda, rojiza, buena y madura por octubre; quartà significando medida de grandes que equivale a la tercera parte de cuartera; rajador significando raier; ram significando capçó de blat de moro; ramonejar significando refunfuñar, hablar con irritación; rastell significando ringlera, conjunto de cosas puestas una junto a la otra; reiet significando pájaro de la especie Alcedo ispida; termenat significando territorio marcado con termas o hitos; test de la bugada significando barreño para hacer la colada; trallar significando disponer de tal o tal manera, aunar, arreglar (Qui l'ha vestida la nena? - La seva germana l'ha trallada!""Va vestida de pastora, però que mal trallada!" "Això està molt mal trallat"), se puede decir de un traje, de un escrito, de un reloj, etc.): está muy mal aunado, mal compuesto"; tut significando acción de beber de una seguida "S'ha begut un bon tut de vi".
La palabra improperio recibe el significado de figura del bestiario del folclore solsonés, no tanto en el registro hablado, en que continúan diciéndose los nombres de bou, mulassa, drac, cavallets, ossos..., sino más bien en el registro escrito.
También se dicen en Solsona las expresiones: a dalt al Camp (al Camp), a baix al Pont (al Pont), guanyar el ral (passejar pel passeig de Solsona), jugar a cucut d'amagar (jugar a l'acuit), mirar bolets, mirar cargols (caçar bolets, caçar cargols), no pas ha molt que... (ara entenc que...), què hi va que... (segur que...)... Según el Diccionario catalán-valenciano-balear en Solsona existen las expresiones y los refranes: Estar acolorat (de vergüenza o cansancio, tener el color de carne enrojecida). Aigua passada no mol molí. Fer l'alifara: Añadir combustible al hogar por última vez "Fem l'alifara i al llit". Bé que és dels altres no m'omple les galtes. Ficar-se entre cul i cleta: meterse en lugar estrecho, donde tan justo se cabe. Cap comediant ha sigut sant. Pic d'escorçó, pic d'extremunció. Al cel espernegui: fórmula humorística para denominar un difunto, en sustitución de la fórmula cristiana al cel sia. Fer cara de farro: tener la cara gorda. Semblar la gusarapa: tener el ademán pesado, falto de viveza. Mirar la pia a algú: mirar por su bien. Tenir el tenelló sobre, a algú: tenerlo muy sujeto o vigilado, no dejarlo tranquilo. No tocar a test: no acertar, ir errado. Ja és molt vespre: ya es muy tarde en la noche, ya hay mucha oscuridad.